# Rue Sophie-Taeuber-Arp
La rue Sophie Taeuber-Arp est une voie de Strasbourg, rattachée administrativement au quartier Gare - Kléber, qui va de la cour de l'Aubette à la rue de la Haute-Montée, où elle s'ouvre à gauche du bâtiment connu sous le nom de Kleine Metzig (les petites Boucheries). Ce passage réservé aux piétons peut être fermé par une grille.

## Histoire

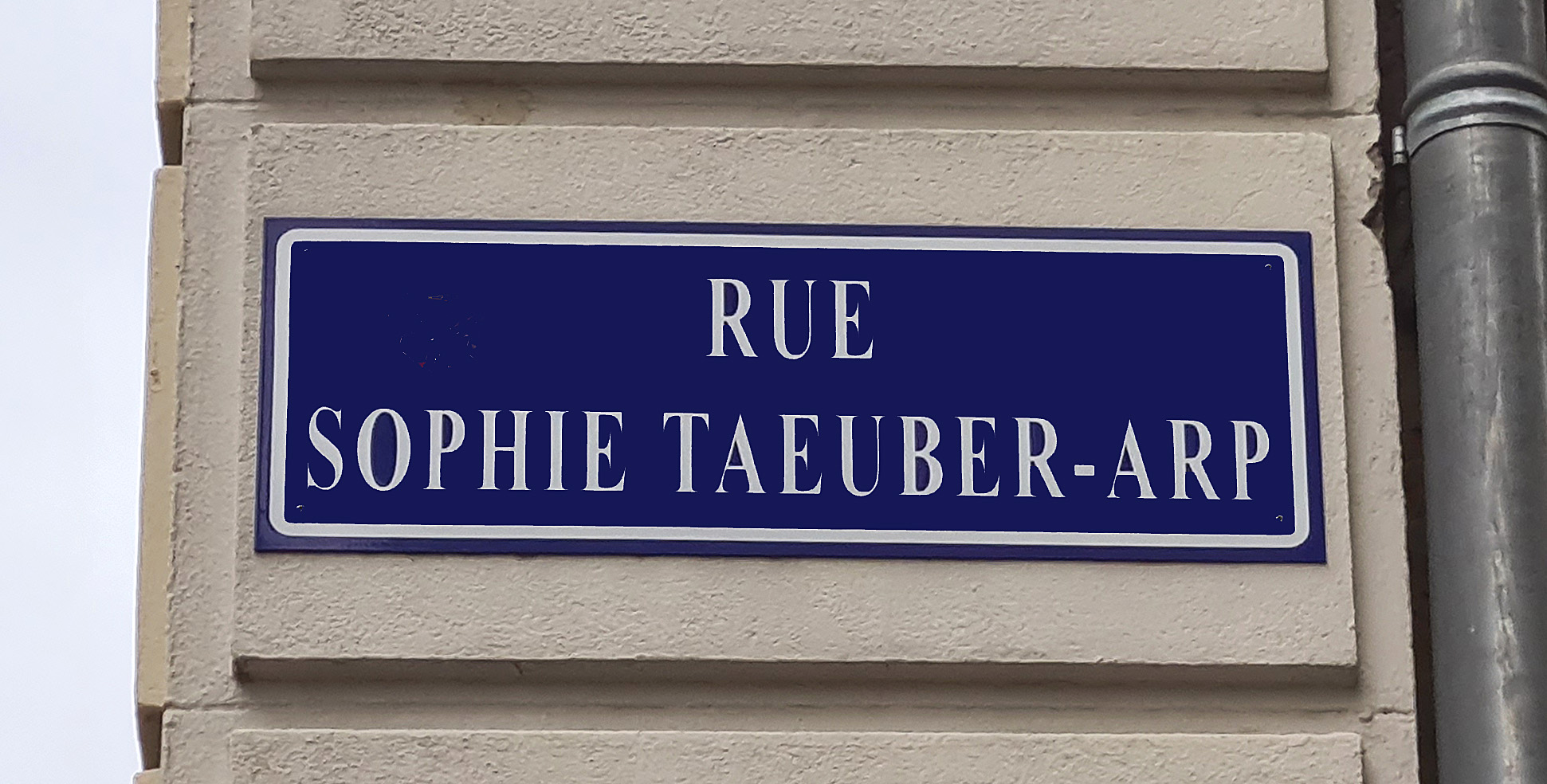
Plaque.

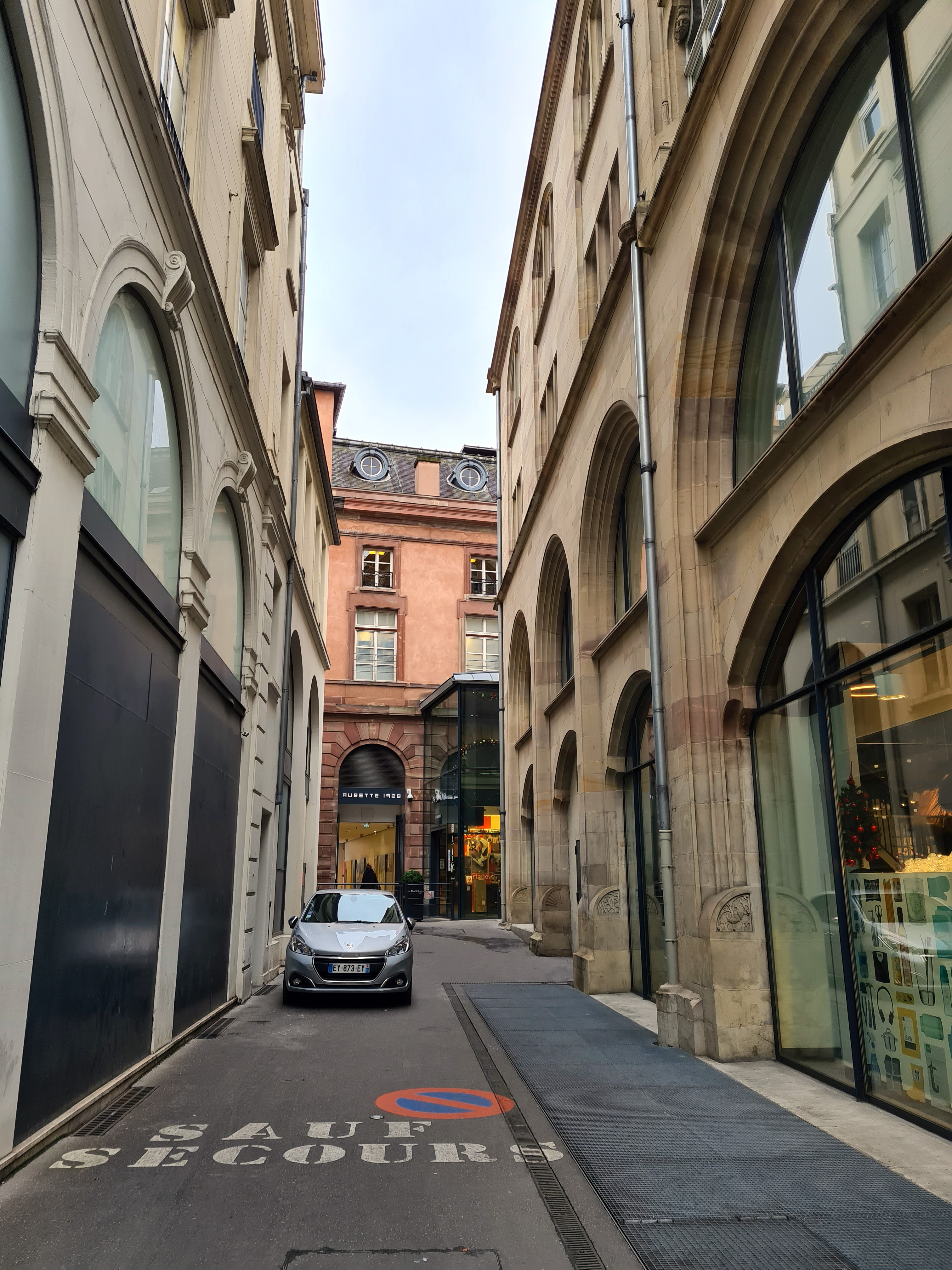
Perspective vers la cour de l'Aubette.

La petite voie et les rues avoisinantes se trouvent sur l'emplacement des Petites-Boucheries, dont la construction remonte à 1621. Ces échoppes de bouchers — des masures de bois, hautes au maximum d'un étage et dotées de longues toitures pointues — avaient été voulues par les autorités pour contrecarrer le monopole croissant pris par la corporation des bouchers, mais ne devaient être que provisoires. Elles subsistent finalement jusqu'en 1838, lorsqu'une halle à charpente métallique et façade néo-classique prend leur place. Leur souvenir persiste dans le nom de la rue des Petites-Boucheries, ou rue de la Petite-Boucherie (future rue de la Haute-Montée, qui prend son nom actuel en 1858), puis dans celui de l'édifice nommé Kleine Metzig, construit par Gustave Oberthür en 1900,,.
Le 18 août 1989, à l'occasion du centenaire de l'artiste, la voie prend officiellement ce nom en hommage à Sophie Taeuber-Arp. En 1926, la ville de Strasbourg lui avait confié la réalisation du nouveau décor de l'Aubette, en collaboration avec son époux Jean Arp et le plasticien Theo van Doesburg, un ensemble rénové en 1994.
Une voie parallèle à la rue Sophie-Taeuber-Arp, située plus à l'ouest et débouchant également sur une cour intérieure de l'Aubette, a été nommée « rue Theo-van-Doesburg ».